# Värmskogs socken
Värmskogs socken i Värmland ingick i Gillbergs härad, ingår sedan 1971 i Grums kommun och motsvarar från 2016 Värmskogs distrikt.
Socknens areal är 106,48 kvadratkilometer varav 79,39 land. År 2000 fanns här 674 invånare. Kyrkbyn Prästbol med sockenkyrkan Värmskogs kyrka ligger i socknen.   

## Administrativ historik
Socknen har medeltida ursprung. 
Vid kommunreformen 1862 övergick socknens ansvar för de kyrkliga frågorna till Värmskogs församling och för de borgerliga frågorna bildades Värmskogs landskommun. Landskommunen uppgick 1952 i Stavnäs landskommun som upplöstes 1971 då denna del uppgick i Grums kommun.
1 januari 2016 inrättades distriktet Värmskog, med samma omfattning som församlingen hade 1999/2000.
Socknen har tillhört län, fögderier, tingslag och domsagor enligt vad som beskrivs i artikeln Gillbergs härad. De indelta soldaterna tillhörde Värmlands regemente och Grums kompani.

## Geografi
Värmskogs socken ligger väster om Grums sydväst om Värmeln. Socknen har odlingsbygd vid vattendragen och sjöarna och är i övrigt en starkt kuperad skogsbygd.
Silvergruvor har bearbetats i mellersta delen av socknen, främst i Vegerbol och Näs. Herrgårdar inom socknen är Prästbol och Strand.
I byn Vegerbol föddes L. M. Ericsson den svenska telefonindustrins grundläggare; hans födelsehem är numera museet LM Ericssongården.

## Fornlämningar
Från stenåldern finns boplatser och en hällkista. Från bronsåldern finns gravrösen. Tre guldhalsringar från folkvandringstid har påträffats i Tolseryd.

## Namnet
Namnet skrevs på 1300-talet Wirmilskogh och 1398 Vermilscoger och menar 'skogen vid sjön' och med sjön syftande på Värmeln.

## Befolkningsutveckling
| Befolkningsutvecklingen i Värmskogs socken 1750–1990                                                     | Befolkningsutvecklingen i Värmskogs socken 1750–1990 | Befolkningsutvecklingen i Värmskogs socken 1750–1990 | Befolkningsutvecklingen i Värmskogs socken 1750–1990 | Befolkningsutvecklingen i Värmskogs socken 1750–1990 |
| --- | ---------------------------------------------------- | ---------------------------------------------------- | ---------------------------------------------------- | ---------------------------------------------------- |
| |                                                      |                                                      |                                                      |                                                      |
| År |                                                      |                                                      | Folkmängd                                            |                                                      |
| 1750 | 1750                                                 |                                                      | 867                                                  |                                                      |
| 1760 | 1760                                                 |                                                      | 876                                                  |                                                      |
| 1769 | 1769                                                 |                                                      | 1 052                                                |                                                      |
| 1780 | 1780                                                 |                                                      | 997                                                  |                                                      |
| 1790 | 1790                                                 |                                                      | 1 082                                                |                                                      |
| 1800 | 1800                                                 |                                                      | 1 265                                                |                                                      |
| 1810 | 1810                                                 |                                                      | 1 221                                                |                                                      |
| 1820 | 1820                                                 |                                                      | 1 352                                                |                                                      |
| 1830 | 1830                                                 |                                                      | 1 571                                                |                                                      |
| 1840 | 1840                                                 |                                                      | 1 811                                                |                                                      |
| 1850 | 1850                                                 |                                                      | 2 072                                                |                                                      |
| 1860 | 1860                                                 |                                                      | 2 170                                                |                                                      |
| 1870 | 1870                                                 |                                                      | 2 109                                                |                                                      |
| 1880 | 1880                                                 |                                                      | 2 031                                                |                                                      |
| 1890 | 1890                                                 |                                                      | 1 706                                                |                                                      |
| 1900 | 1900                                                 |                                                      | 1 539                                                |                                                      |
| 1910 | 1910                                                 |                                                      | 1 343                                                |                                                      |
| 1920 | 1920                                                 |                                                      | 1 201                                                |                                                      |
| 1930 | 1930                                                 |                                                      | 1 099                                                |                                                      |
| 1940 | 1940                                                 |                                                      | 1 052                                                |                                                      |
| 1950 | 1950                                                 |                                                      | 956                                                  |                                                      |
| 1960 | 1960                                                 |                                                      | 811                                                  |                                                      |
| 1970 | 1970                                                 |                                                      | 608                                                  |                                                      |
| 1980 | 1980                                                 |                                                      | 607                                                  |                                                      |
| 1990 | 1990                                                 |                                                      | 684                                                  |                                                      |
| Anm: Källor: Umeå universitet - Tabellverket 1749-1859, Demografiska databasen, CEDAR, Umeå universitet. |                                                      |                                                      |                                                      |                                                      |

## Personer från bygden
- Lars Magnus Ericsson – uppfinnare, LM Ericssons grundare.
- Rigmor Gustafsson – sångerska
- Christina Gustafsson – sångerska